# Lac Flower
Le lac Flower ou lac des Fleurs est un lac d'une superficie de 1,2 km2, situé dans le comté de Franklin au nord de l'État de New York, près du village de Saranac Lake.

## Description
La plus grande partie du rivage est privée.
Une course de canoë s'y déroule chaque été depuis 1962.
Le lac est la source de glace pour un palais en glace construit chaque hiver à l'occasion du carnaval.